# Beechcraft MC-12W Liberty
Beechcraft MC-12W Liberty – amerykański samolot rozpoznawczy, obserwacyjny, wskazywania celów. Maszyna jest zmilitaryzowaną wersją samolotu Beechcraft King Air 350 i 350ER.

## Historia
Wraz z zaangażowaniem się amerykańskich sił zbrojnych w konflikty w Iraku i Afganistanie, przy asymetrycznym charakterze prowadzonych działań, wzrosło zapotrzebowanie na systemy rozpoznawcze mogące operować w tamtejszych warunkach. Dotychczas stosowane rozwiązania nie zapewniały odpowiednio wysokiej sprawności, zadowalającej siły zbrojne. W kwietniu 2008 roku, ówczesny sekretarz obrony Stanów Zjednoczonych Robert Gates przedstawił raport, w którym zobowiązał United States Air Force do zwiększenia swoich możliwości w tym zakresie. Siły powietrzne wraz z firmami L-3 Communications oraz Hawker Beechcraft zaproponowały rozwiązanie bazujące na sprawdzonej platformie, maszynach Beechcraft King Air 350 i 350ER, które wyposażone w odpowiedni sprzęt rozpoznawczy zapewniłyby wymagane parametry. Cały projekt otrzymał nazwę Liberty. Pierwszych siedem maszyn zbudowano w oparciu o model King Air 350, ósmą był King Air 350 ER. Wszystkie osiem było samolotami używanymi, zakupionymi na potrzeby wojska. Kolejne maszyny były nowymi samolotami. W sumie pozyskano 42 samoloty, jeden z nich uległ rozbiciu podczas działań w Afganistanie, jego załoga zginęła. Pierwszy z MC-12W został dostarczony 28 kwietnia 2009 roku, a ostatni w marcu 2012 roku. Od czasu opracowania projektu Liberty, do momentu wprowadzenia maszyny do służby operacyjnej minął zaledwie rok, co dało całemu programowi miano najszybciej zrealizowanego projektu dla amerykańskich sił powietrznych od czasów II wojny światowej. W 2012 roku Liberty nominowany był do nagrody Collier Trophy przyznawanej przez amerykańskie Krajowe Stowarzyszenie Lotnicze (National Aeronautic Association).

## Służba

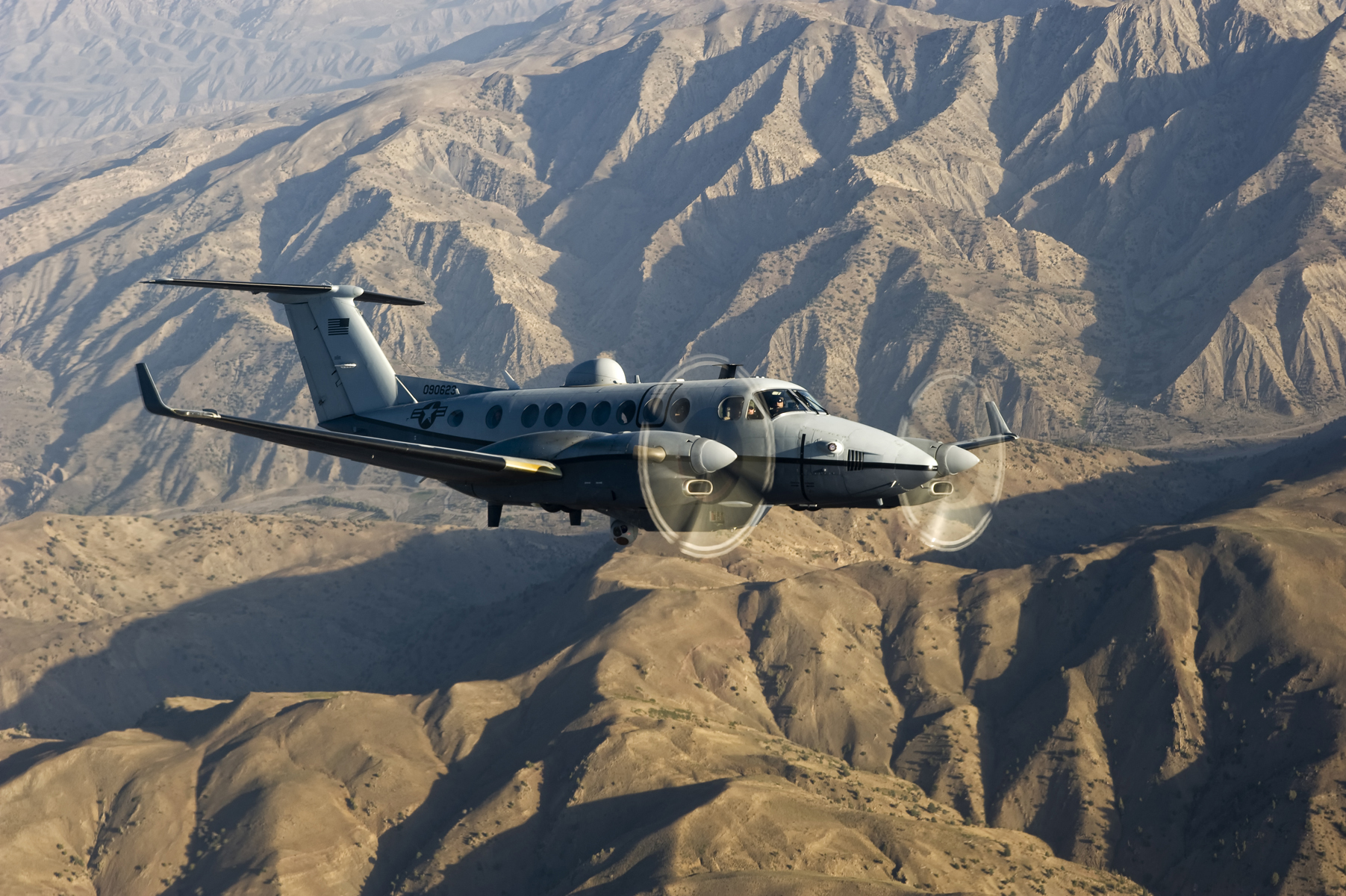
MC-12W w locie

Pierwsze siedem maszyn otrzymał 362. Ekspedycyjny Dywizjon Rozpoznawczy „Stalkers” (362d Expeditionary Reconnaissance Squadron), który pierwszy operacyjny lot wykonał 12 czerwca 2009 roku w Iraku. Obecnie samoloty są na wyposażeniu 427. (427th Reconnaissance Squadron) i 489. (489th Reconnaissance Squadron) Dywizjonu Rozpoznawczego, wchodzących w skład 9. Skrzydła Rozpoznawczego (9th Reconnaissance Wing) z bazy Beale Air Force Base w Kalifornii. Dodatkowo, obok zadań operacyjnych, 427. Dywizjon pełni rolę jednostki szkoleniowej. Dwa dywizjony, których załogi pochodzą z bazy Beale, stacjonują w Afganistanie. Są to 4. Ekspedycyjny Dywizjon Rozpoznawczy "Crows" w Bagram oraz 361. Ekspedycyjny Dywizjon Rozpoznawczy „Ravens” w Kandaharze. Samoloty są bardzo intensywnie wykorzystywane w działaniach operacyjnych. W 2011 roku wykonały 16 603 lotów bojowych spędzając w powietrzu łącznie 90 309 godzin. W sumie, od momentu wejścia do służby do końca 2013 roku, MC-12W wykonały 78 073 lotów bojowych o łącznym czasie 360 754 godzin. Ich zadania umożliwiły, tylko w 2012 roku, eliminację 710 znaczących dla przeciwnika osób i 3000 antyrządowych rebeliantów w Afganistanie. Samoloty brały również udział w zabezpieczeniu 410 misji uderzeniowych. W 2012 roku, MC-12W był jednym z najbardziej wykorzystywanych samolotów US Air Force, wykonując 24% wszystkich lotów bojowych całych sił powietrznych i aż 73% lotów rozpoznawczych. W 2015 roku projekt został zakończony a trzynaście samolotów z 41 posiadanych przekazano do podległemu Air Force Special Operations Command (Dowództwo Operacji Specjalnych Sił Powietrznych), 137th Special Operations Wing (137. Skrzydło Operacji Specjalnych).

## Wyposażenie
Najnowszą wersją używanego MC-12W jest Baseline 3 oraz Baseline 3.1. Maszyny wyposażone są w głowicę elektrooptyczną L3 Wescam MX-15DiD z kamerą termowizyjną, telewizyjną oraz laserowym dalmierzem/wskaźnikiem celów. Laser może być używany do naprowadzanie kierowanego uzbrojenia. Zadania rozpoznawcze realizuje dwóch członków załogi, operator systemów taktycznych (Tactical Systems Operator), który nadzoruje pracę wyposażenia rozpoznawczego oraz operator czujników (Sensor Operator). Jego zadaniem jest obserwacja celów, do czego wykorzystywana jest głowica elektrooptyczna oraz łączność ze znajdującym się na ziemi kontrolerem ataku do czego wykorzystywane są cyfrowe radiostacje. Maszyna wyposażona jest również w system łączności satelitarnej oraz system obronny, ostrzegający o rakietach przeciwlotniczych.

## Konstrukcja
Maszyna jest zmilitaryzowaną wersją płatowca, dolnopłata o całkowicie metalowej konstrukcji, Beechcraft King Air 350/350ER. Czteroosobowa załoga, pilot i dowódcę misji oraz dwóch operatorów systemów rozpoznawczych i łączności. W kabinie zainstalowano system zarządzania lotem Rockwell Collins Pro Line 21. Wyświetlacze wielofunkcyjne w kokpicie przystosowane są do używania przez załogę gogli nocnego widzenia.